# مسرح نجمة الشمال
مسرح نجمة الشمال شركة للإنتاج المسرحي بتونس العاصمة, وقد تكونت في 29 فيفري 1996 وصدر القرار بتأسيسها في الجريدة الرسمية بتاريخ 12 أفريل 1996 ، وتقوم بتقديم عروض مسرحية وموسيقية فنية بالإضافة إلى قراءات فنية.

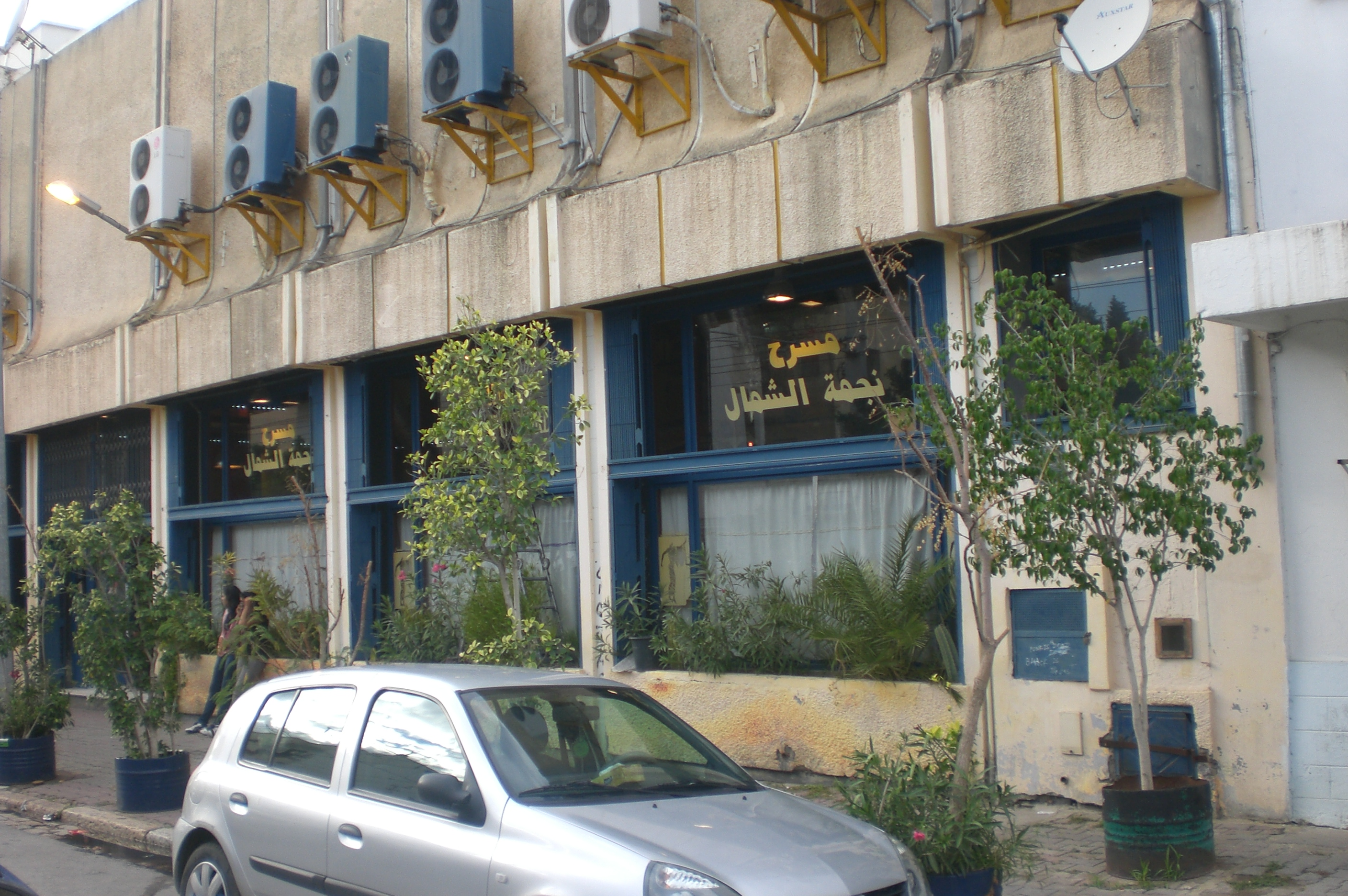
مقر مسرح نجمة الشمال بتونس

## المقر
يقع مقر نجمة مسرح الشمال بشارع فرحات حشاد بتونس، عدد 41، وهو يغطي 700 متر مربع، ويضم :
1. قاعة كبرى للعروض مساحتها 400 متر مربع، تتم تهيئتها طبقا لطبيعة العرض، وبالتالي لا يوجد بها ركح قار ولا كراسي ثابتة.[1]
2. بهو يمسح 200 متر مربع، يسمح بمطالعة المراجع المسرحية أو الصحف أو المجلات أو الإبحار على شبكة الأنترنات. كما قد يحتضنبعض العروض الخفيفة كالقراءات أو العزف المنفرد أو التراث.[1]
3. الإدارة وغرف القيافة الخ.[1]

## أنشطتها
بلغ عدد المسرحيات التي انتجها مسرح نجمة الشمال خلال عشر سنوات بين عامي 2000 و2009: عشر مسرحيات ، وهي: دنس  و حكايات و الملائكة وأوديب الطاغية وأنتيقون وإلى متى والشجرة الساحرة ولقاء وريلك وسباحة حرّة. وبلغ عدد التظاهرات التي نظمت في نفس الفترة: 1600 تظاهرة، أي بمعدل 160 سنويا. وتعرض أعمال مسرح نجمة الشمال بفضاء الإنتاج بشارع فرحات حشاد وبغيره من الفضاءات بتونس العاصمة وبداخل البلاد التونسية 

## وصلة خارجية
- موقع مسرح نجمة الشمال

## إشارات مرجعية
1. 1 2 3 4  تقديم نجمة الشمال [وصلة مكسورة] نسخة محفوظة 23 أغسطس 2013 على موقع واي باك مشين.
2. ↑  نشاط المسرح [وصلة مكسورة] نسخة محفوظة 04 مارس 2016 على موقع واي باك مشين.
3. ↑  حول مسرحية إلى متى؟ [وصلة مكسورة] نسخة محفوظة 23 يونيو 2009 على موقع واي باك مشين.